# Upplands runinskrifter 87
Upplands runinskrifter 87 är ett försvunnet vikingatida runstensfragment som funnits i Skylsta, Järfälla socken och Järfälla kommun. Enligt Richard Dybeck stod U 87 på samma höjd som runristningen U 86, men den har inte stått att återfinna.

## Inskriften
Translitterering av runraden:
[... ...sa · stain · at · suarth... ...]
Normalisering till runsvenska:
... [ræi]sa stæin at Svarth[aufða] ...
Översättning till nusvenska:
... resa stenen efter Svarthövde ...